# Flea on the Honey
I Flea on the Honey, noti anche come Flea o Etna, sono stati un gruppo progressive italiano fondato in Sicilia nella prima metà degli anni settanta.

## Storia
Inizialmente si dedicavano ad un progressive duro e vicino all'hard rock, che nei due lavori successivi avrebbero raffinato.
Il gruppo pubblicò nel 1971 un disco omonimo a nome Flea on the Honey, cantato in inglese su vinile che accreditava i componenti con prenomi anglosassoni. Secondo la storia ufficialmente riconosciuta, la formazione dei Flea on the Honey sarebbe stata la stessa dei successivi Flea e degli Etna, ma il chitarrista Elio Volpini ha più volte dichiarato di non essere lui il Nigel accreditato sulla copertina.
L'anno dopo, accorciato il nome del gruppo in "Flea", lanciarono Topi o uomini, un lavoro più maturo del precedente, cantato in italiano, composto da una lunga suite che dà il nome al disco e altri brani di minore lunghezza.
Dopo tre anni di lavoro esce il loro terzo ed ultimo disco, stavolta a nome "Etna". L'album, riportante lo stesso titolo, è di ispirazione jazz, interamente strumentale.

## Formazione
- Antonio Marangolo - Tony - tastiera
- Carlo Pennisi - Charlie - chitarra, voce
- Elio Volpini - Nigel - basso, chitarra, voce
- Agostino Marangolo - Dustin - batteria

## Discografia

### Album
- 1971 - Flea on the Honey (come Flea on the Honey)
- 1972 - Topi o uomini (come Flea)
- 1975 - Etna (come Etna)

### Singoli
- 1971 - Louise (my little ship)/Mother Mary